# Oxyceros
Oxyceros es un género con 12 especies de plantas  perteneciente a la familia Rubiaceae.

## Taxonomía
El género fue descrito por João de Loureiro y publicado en Flora Cochinchinensis 150. 1790. La especie tipo es: Oxyceros horridus Lour.	 

## Especies aceptadas
A continuación se brinda un listado de las especies del género Oxyceros aceptadas hasta mayo de 2015, ordenadas alfabéticamente. Para cada una se indica el nombre binomial seguido del autor, abreviado según las convenciones y usos.	
- Oxyceros bispinosus (Griff.) Tirveng.
- Oxyceros drupaceus (C.F.Gaertn.) Ridsdale
- Oxyceros horridus Lour.
- Oxyceros jasminiflorus (S.Moore) Ridsdale
- Oxyceros kesslerianus Ridsdale
- Oxyceros kunstleri (King & Gamble) Tirveng.
- Oxyceros longiflorus (Lam.) T.Yamaz.
- Oxyceros patulus (Horsf. ex Schult.) Ridsdale
- Oxyceros penangianus (King & Gamble) Tirveng.
- Oxyceros pubicalyx K.M.Wong
- Oxyceros rugulosus (Thwaites) Tirveng.
- Oxyceros vidalii Tirveng.